# Уругвај на Светском првенству у атлетици у дворани 2014.
Уругвај је учествовао на Светском првенству у атлетици у дворани 2014. одржаном у Сопоту од 7. до 9. марта десети пут. Репрезентацију Уругваја представљао је један атлетичар, који се такмичио у трци на 400 метара.,
На овом првенству Уругвај није освојио ниједну медаљу али је остварен лични рекорд.

## Учесници
Мушкарци:
- Falcon Fagundez — 400 м

## Резултати

### Мушкарци
| Атлетичар       | Дисциплина | Лични рекорд | Квалификација | Квалификација | Финале               | Финале       | Детаљи |
| Атлетичар       | Дисциплина | Лични рекорд | Резултат      | Место         | Резултат             | Место        | Детаљи |
| --------------- | ---------- | ------------ | ------------- | ------------- | -------------------- | ------------ | ------ |
| Falcon Fagundez | 400 м      |              | 49,89 ЛР      | 5. у гр. 5    | Није се квалификовао | 24 / 25 (27) |        |